# Con la mano levantá
"Con la mano levantá" es una canción del músico español Macaco, lanzada en 2010 como parte de su álbum El Vecindario. 

## Origen y Composición
En un principio estaba incluido en el álbum Ingravitto de 2006, pero su mayor repercusión fue cuando se lanzó como primer sencillo del disco El Vecindario interpretado por Macaco junto a Estopa, en el 2010.
La canción fusiona diversos géneros musicales, incluyendo rumba, reggae y pop, reflejando la versatilidad de Macaco y la influencia de Estopa. La letra transmite un mensaje de alegría y celebración, invitando a los oyentes a levantar las manos y disfrutar de la vida.

## Recepción y Éxito
"Con la mano levantá" tuvo una acogida positiva tanto por parte del público como de la crítica. En España, alcanzó la posición número 6 en las listas de éxitos y permaneció en ellas durante 25 semanas, demostrando su popularidad y difusión en el país.

## Videoclip
El videoclip oficial de la canción muestra a Macaco y Estopa interpretando el tema en un ambiente festivo, rodeados de personas que bailan y disfrutan al ritmo de la música. La energía y el entusiasmo presentes en el video complementan perfectamente la temática de la canción.